# Myrmeleon (Myrmeleon) argentinus
Myrmeleon (Myrmeleon) argentinus is een insect uit de familie van de mierenleeuwen (Myrmeleontidae), die tot de orde netvleugeligen (Neuroptera) behoort. 
Myrmeleon (Myrmeleon) argentinus is voor het eerst wetenschappelijk beschreven door Banks in 1910.